# Липовки (посёлок железнодорожного разъезда, Нижегородская область)
Липовки — поселок железнодорожного разъезда в Балахнинском муниципальном округе Нижегородской области.

## География
Посёлок находится в западной части Нижегородской на расстоянии приблизительно 6 километров (по прямой) на север-северо-запад от города Балахны, административного центра района, у железнодорожной ветки до города Заволжье. 

## История
До 2020 года входил в  Кочергинский сельсовет Балахнинского района до его упразднения.

## Население
Постоянное население составляло 53 человека (русские 98%) в 2002 году, 57 в 2010.